# ماغ (لعبة فيديو)
ماج لعبة فيديو حربية متعددة اللاعبين على الإنترنت تم تطويرها بواسطة زيبر إنتراكتيف على بلاي ستيشن 3. تم إصدار اللعبة في أمريكا الشمالية في 26 يناير 2010.  تلقت اللعبة جائزة من موسوعة غينيس للأرقام القياسية «كأكثر لعاب في وحدة التحكم FPS» بـ 256 لاعب.

## قصة اللعبة
يحدث ماج بعد 20 عاما في المستقبل، لما ينفذ النفط ويصبح نادرًا، ويسعى الجميع للحصول عليه ليبقون على قيد الحياة، وملامح الصراع المعروفة باسم «ظلام الحرب». بددت الحكومات أموالها، ولم تعد قادرة على الحفاظ على مكانة الجيش. ولذلك صعدت شركات عسكرية خاصة لتولي الحكم، وثلاثة شركات تتنافس للحصول على عقود حكومية.وهي: Raven وSver وValor.

## الجرافيكس
يعتبر الجرافيك جيد جدا حيث ستشاهد الانفجارات وأيضا أصوات المدافع العنيفة والدبابات وستلاحظ الرسومات شبه قوية في ملامح الشخصيات في اللعبة وأصوات الأسلحة تعتبر مثالية ورائعة، ناهيك عن القنابل اليدوية التي عند انفجارها تشعرك بقوة الانفجار!

## الجيم بلاي
سوف تستخدم اللعبة الجديدة خادمًا جديدًا لدعم المعارك على الانترنت مع اشتراك 256 لاعب اونلاين، والمستخدمين مقسمين إلى 8 فرق. وسوف يكون كل فريق بقيادة لاعب أكثر تقدما في اللعبة في نظام التصنيف. إحصاءات الأحرف والتنمية سيزداد أيضا مع اللعب بشكل متكرر. اللاعبون الأكثر تقدما في الترتيب سوف يكونون قادرون على إدارة المعركة إما مباشرة أو بالمشاركة مباشرة في القتال.
سيكون اللعب مع ما لا يقل عن ثلاثة فصائل التي يجري النظر فيها لإدراجها، بما في ذلك الأمريكية والأوروبية والشرق أوسطية.
أظهرت اللعبة المناظر الطبيعية الكبيرة، وتكتيكات مثل الضربات الجوية والهبوط بالمظلات، ومجموعة متنوعة من المركبات، من الدبابات وناقلات الجند المدرعة إلى الطائرات. تضم اللعبة العديد من الطبقات والمسعفون والكوماندوز والمتخصصين فالكل سيكون حاضرًا في ميدان القتال.

## مميزات الجيم بلاي
- من 2 لاعب إلى 265 لاعب اونلاين!
- خوادم مخصصة مع شبكة أبنية جديدة للمساعدة والحد من اللاق
- 30 هو عدد الفريمات في الثانية
- تبسيط المباريات للحد من الحاجة إلى الانتظار
- سوف تتمكن من اللعب بنظام منظور الشخص الأول فقط
- تخصيص الوجه والصوت، والدروع
- 256 لاعب في ساحة المعركة. المهاجمين والمدافعين عن حقوق الإنسان. طبقة من الدفاع الخارجي والداخلي.المضادة للطائرات ونظام رادار معرضة للخطر. إذا كان لديك فصيل وتفوز فإنك سوفتيحصل على الكثير من المكافآت والامتيازات.
- يوجد أهداف معينة لكل فرقة وأيضا يتواجد الأهداف الثانوية مثل تفجير الجسور الخ.
- القناصة يمكنهم الحصول على أكثر من المعتاد في XP لقتل الناس في مناطق محددة مثل الرأس..
- كلما زادت رتبتك كلما حصلت على الأسلحةِ الجديدةِ / فوائد / مواقع قيادةِ.
- 8 لاعبين في الفريق، و 4 فرق في الفصيل، و4 فصائل في شركة (الولايات المتحدة العسكرية)
- يوجد قائد(قناة اتصال) للمساعده على تنظيم ارض المعركة
- الحاجة الّتي سَتَكُونُ مقبولةَ إلى عاديةِ لَها العديد مِنْ الميزّاتِ لحد الآن للمجموعة المخلصةِ.
- المطورين شغلوا اللعبة على 256 لاعب اونلاين وكانت تجري الاختبارات منذ نوفمبر من عام 2008 وكان هناك خطه لفتح واغلاق البيتا(طبعا انتهت البيتا مؤخرا)

## الفصائل
عند بدء اللعبة، وسوف تكون دفعت اللاعب إلى تكييف نفسها مع فصيل واحد، ولكن ستعطى خيار تغيير في موعد لاحق. الفصائل الثلاثة لن تختلف في الاسم فقط، وإنما أيضا في واجهة المستخدم، والموسيقى، وقاعدة الوطن، والأسلحة المتاحة. على سبيل المثال، استخدام التكنولوجيا الفائقة وأسلحة مستقبلية، ارتداء ملابس سوداء، وسوف تشبه اللعبة من الخيال العلمي مثل Halo and Resistance. وSver يكون أقل ترسانة متطورة، وارتداء اللون البني والرمادي، ولكن الجنود أنفسهم خبرات قتالية عالية وقدرة على التكيف. والشجاعة هي الأكثر تقليدية / حديثة تتناسب مع الجيش بأسلحة حديثة ومعدات.

## أنواع اللعب اونلاين(الأطوار)
سوف يحتوي طور الاونلاين على 4 خيارات هي:
الهيمنة (Domination) : ستكون الوسيلة الرئيسية، ودعم 256 لاعبين. فريق يهاجم وسيكون ذلك بداية لفرق منتشرة في جميع أنحاء الخريطة الشمال والجنوب والشرق والغرب. كل فرقة سوف تكون لها أهداف محددة لإتمام في نهاية المطاف حتى النصر. وفريق الدفاع سيكون مسؤولا عن الدفاع عن مناطق معينة في قاعدة في وسط الخريطة.
استحواذ (Acquisition) : تلعب ب 128 لاعب حيث يجب القبض على العلم ونقله إلى مراكز الاستخراج قبل نفاد الوقت.
تخريب (Sabotage) : تلعب ب 64 لاعبا حيث سيكون على المهاجمين اختراق العدو ومرافقيه واحتجاز اثنين من نقاط المراقبة في وقت واحد، ثم تدمير الهدف وهدمه.
إخماد (Suppression) : تشارك فيها 64 لاعبا في الفريق team deathmatch وضع المعركة مشاة. هذا النوع من اللعبة يعتبر «فصيل ممارسة»، ولا يساهم في الترتيب العام من الفصائل الثلاثة .

## أزرار التحكم باللعبة
R1 : إطلاق النار
R2 : إظهار الأسلحة والتبديل بينها
مثلث : تغيير الموقف بين القرفصة والوقوف والزحف على الأرض
مربع : تعبئة رصاص(للمخزن)
دائرة : دخول ومغادرة الخنادق والمركبات
إكس : يستخدم للقفز باللعبة
R3 : للهجوم على الخصم بالسكين
L3 : للركض والوقوف
Select : إظهار الخريطة
Start : تثبيت اللعبة وظهر المنيو
L1 : نظام قنص
L2 : إظهار العتاد
UP : حدد قناة دردشة
Down : تحديد الهدف
Left : قدرات اللاعبين في الأمر
Right : طلب القائمة

## روابط خارجية
- ماغ على موقع IMDb (الإنجليزية)